# John Reed
John Silas Reed (Portland, Oregón; 22 de octubre de 1887-Moscú, 19 de octubre de 1920) fue un periodista, poeta, corresponsal y activista comunista estadounidense, célebre por su testimonio de la Revolución de Octubre, publicado bajo el título Diez días que estremecieron el mundo. Su esposa fue la escritora feminista Louise Bryant.

## Biografía
Pertenecía a una familia burguesa. Su padre, un exitoso hombre de negocios, se enfrentó a la corrupción existente en la industria maderera de Oregón. Su madre pertenecía a una familia que había hecho fortuna en la industria del arrabio, era conservadora e intentó imponer su visión a su hijo. 
Estudió en la Universidad Harvard, graduándose en 1910. En 1913 comenzó a trabajar para el periódico radical The Masses. En 1911, como corresponsal de guerra del Metropolitan Magazine, llegó a México, donde sus entrevistas y reportajes sobre la Revolución Mexicana tuvieron un gran éxito. John Reed acompañó a Pancho Villa en sus ataques por el norte de México, convivió con los soldados y conoció a Venustiano Carranza, el entonces presidente de México. Recogió todas sus impresiones sobre la Revolución mexicana en un libro titulado México insurgente (1914).
También escribió sobre las huelgas de los mineros de Colorado en 1914. Al estallar la I Guerra Mundial, volvió a trabajar como corresponsal de guerra, y escribió en 1916 La guerra en el este de Europa. Cubriendo la I Guerra Mundial llegó a Rusia, que estaba en plena efervescencia revolucionaria. Conoció a Lenin, y estuvo presente en la capital San Petersburgo durante las jornadas de octubre-noviembre de 1917 en las que tuvo lugar el II Congreso Panruso de los Sóviets de Diputados de los Obreros y Soldados y durante las semanas posteriores en que el congreso, liderado por el Partido Obrero Socialdemócrata de Rusia acordó la toma del poder bajo el programa básico de conseguir una paz justa e inmediata, el control obrero de la industria y la reforma agraria en el campo.
Reed, acreditado como periodista, hizo un seguimiento diario del proceso revolucionario, asistiendo a las multitudinarias asambleas y a las reuniones de todas las facciones enfrentadas, entrevistando a los principales dirigentes del momento, e hizo una crónica diaria de la Revolución de Octubre de 1917. Este relato de primera mano con los detalles y el día a día de la revolución bolchevique quedó plasmado en su obra más famosa, Diez días que estremecieron el mundo, publicada en 1919.
A su regreso a Estados Unidos, Reed, junto con otros miembros, fue expulsado del Congreso Socialista Nacional de agosto de 1919. El grupo disidente formó el Partido Comunista de Estados Unidos. Acusado de espionaje, Reed escapó a la Unión Soviética, donde murió atacado por el tifus, y fue enterrado en la Necrópolis de la Muralla del Kremlin, junto con otros líderes bolcheviques. Antes de morir, Reed trabajaba en el libro De Kornílov a Brest-Litovsk y hace varias referencias a este en su anterior libro de la revolución rusa. También se convirtió en un gran referente en los círculos intelectuales radicales de Estados Unidos.

## Películas
La película Reed, México insurgente, ópera prima del director mexicano Paul Leduc, narra su estancia en México como reportero de la Revolución en el año 1913. La película fue estrenada en el año 1973.
La película Rojos está basada en su vida y su obra. Se estrenó en el año 1981, fue dirigida, producida, escrita y protagonizada por Warren Beatty.
La película Campanas rojas también está basada en su vida. Se estrenó en 1981, dirigida por el soviético Serguéi Bondarchuk, con guion de Antonio Saguera, Carlos Ortiz Tejera, Ricardo Garibay y el propio Bondarchuk; con las actuaciones de Franco Nero y Ursula Andress. En México se intituló México en Llamas. La segunda parte de la película aborda la vida de Reed en la Rusia soviética y se llamó Diez días que estremecieron al mundo -Rusia 1917. Las dos películas fueron una coproducción entre México, Italia y la Unión Soviética.